# Simion Mehedinți
Simion Mehedinți (ur. 18 października 1868 w Sovei, zm. 14 grudnia 1962 w Bukareszcie) – rumuński geograf, profesor na Uniwersytecie w Bukareszcie, twórca nowoczesnej geografii rumuńskiej.
Jego koncepcje geograficzne zbliżone są do francuskiego kierunku geografii człowieka.